# Карел Чапек
Карел Чапек (чеш. Karel Čapek; Мале Сватоњовице, 9. јануар 1890 — Праг, 25. децембар 1938) је био чешки књижевник, драмски писац, приповедач, романсијер, есејист, путописац и новинар.
Први је у свету употребио реч робот, у својој драми Р. У. Р (Rossumovi Univerzální Roboti) из 1920. Сам је тврдио да је његов брат Јосеф Чапек смислио ову реч.

## Живот и рад
После студија у Прагу, Берлину и Паризу, докторирао је 1915. У почетку се бавио новинарством, а од 1921. до 1923. био је драматург и редитељ Градског позоришта у Прагу.
Чапек је био свестран уметник, писао је драме, есеје, књижевне критике и позоришне представе, а бавио се и фотографијом и уметничком критиком.
Писао је интелигентно и хумористички о широком спектру тема. Његови радови су познати по интересантном и прецизном опису стварности. Највише је познат као писац научне фантастике, коју је писао много пре него што је овај жанр постао засебна грана књижевности. Може се сматрати оснивачем класичне научне фантастике, чија је главна тема могућа или алтернативна будућности човечанства. По овом мотиву Чапек је близак савременицима Џорџу Орвелу и Олдусу Хакслију.
Многи његови радови представљају дискусију о етичким и другим аспектима револуционарних проналазака и процеса, који су се дали наслутити почетком 20. века. То укључује масовну производњу, атомско оружје, роботе или интелигентне даждевњаке.
Обрађујући такве теме Чапек је изражавао страх од наилазећих друштвених катастрофа, диктатура, насиља и неограничене власти корпорација. Настојао је притом да нађе наду за људска бића.
Писао је и детективске приче, приповетке, романе, драме, путописе, есеје и фељтоне. Његови најзначајнији радови су покушаји решавања проблема епистемологије, да одговори на питање: Шта је знање? (на пример, у делу „Приче из два џепа“).
Током 1930-их Чапек је у својим делима разматрао претњу диктатура и фашизма. Био је најпродуктивнији за време постојања Прве чехословачке републике (1918—1938). Био је лични пријатељ председника Чехословачке Томаша Масарика, и написао је књигу „Разговори са Томашем Масариком“. Масарик је често посећивао Чапекова окупљања чешких патриота. У овом периоду, Чапек је постао члан међународног ПЕН-а.
Када је постало јасно да су западни савезници одбили да бране Чехословачку од Хитлера, Чапеку су саветовали да напусти Чехословачку јер га је Гестапо именовао државним непријатељем број 2. Чапек је одбио да оде и остао је у земљи. Немачка је анектирала Чешку након Минхенског споразума. Чапек је убрзо након тога умро од упале плућа 25. децембра 1938. Његов брат Јосеф умро је у концентрационом логору Берген-Белсен.
Након рата комунистички режим Чехословачке је са задршком прихватио Чапека. Разлог је био у Чапековом одбијању да прихвати комунизам као алтернативу нацистичкој доминацији.

## Одабрана библиографија

### Рана научна фантастика
- 1920. — Р. У. Р. (Росумови универзални роботи) (Rossumovi Univerzální Roboti)
- 1922. — Афера Макропулос (Věc Makropulos)
- 1922. —  Фабрика апсолутног (Továrna na absolutno)
- 1922 - Кракатит (Krakatit)
- 1936. — Рат даждевњака (Válka s mloky) - сатира

### Антифашистичке драме од 1930их
- 1937. — Бела немоћ (Bílá nemoc)
- 1938. — Мајка (Matka)

### Други радови
- Приче из џепа и Приче из другог џепа (Povídky z jedné a z druhé kapsy) - кратке детективске приче
- Како се прави - сатиричке приповетке о театру, новинама и филму.
- Баштованова година (Zahradníkův rok, 1929)
- Из живота инсеката (Ze života hmyzu), сатира, у којој инсети представљају различите људске особине
- Апокрифне приче (Kniha apokryfů), кратке приче о различитим историјским или књижевним личностима, као што су Хамлет, Дон Жуан, Аристотел, Александар Македонски
- Девет Бајки“ (Devatero Pohádek a ještě jedna od Josefa Čapka jako přívažek, 1932. )
- Дашењка или живот штенета (Dášenka čili Život štěněte, 1933)
- The Absolute at Large. ISBN 978-0-8240-1403-2.. 1922 (in Czech), 1927, The Macmillan Company, New York, translator uncredited. Also published June 1975, Garland Publishing. ,
- Čapek, Karel (1997). Apocryphal Tales. Catbird Press. ISBN 978-0-945774-34-1.. 1945 (in Czech), May 1997, Catbird Press Paperback. , Translated by Norma Comrada
- An Atomic Phantasy: Krakatit or simply Krakatit, 1924 (in Czech)
- Nine Fairy Tales: And One More Thrown in for Good Measure. ISBN 978-0-8101-1464-7.. October 1996, Northwestern Univ Press Paperback Reissue Edition,. . Illustrated by Josef Capek, Translated by Dagmar Herrmann
- R.U.R. Pocket Books. ISBN 978-0-671-46605-3.. March 1970.
- Tales from Two Pockets
- Čapek, Karel (1994). Short story collection, Mystery. Catbird Press. ISBN 978-0-945774-25-9.. (nsf) Translated by Norma Comrada June 194, Catbird Press Paperback.
- Talks With T.G. Masaryk Non-fiction. Biography of Masaryk, founder of Czechoslovakia.
- Raeding about T. G. Masaryk (Čtení o TGM). Non-fiction. Чтение о Т. Г. М., Прага 1969[8]
- Three Novels: Hordubal, Meteor, An Ordinary Lifes NSF? Translated by M. and R. Weatherall
- Toward the Radical Center: A Karel Capek Reader. Catbird Press. 1990. ISBN 978-0-945774-07-5.. Collection of stories, plays and columns. Edited by Peter Kussi.
- War With the Newts. ISBN 978-0-8101-1468-5.. 1936 (in Czech), May 1967, Berkley Medallion Edition Paperback. Translated by M. & R. Weatherall, March 1990, Catbird Press paperback,.  978-0-945774-10-5, October 1996, Northwestern University Press paperback.